# Anastasia Bodnar
Anastasia Bodnar (* 2. Februar 1989 in Drohobytsch, Ukraine) ist eine deutsche Tanzsportlerin, Tanzsporttrainerin und Choreographin mit ukrainischen Wurzeln.

## Biografie
Bodnar zog im Alter von fünf Jahren mit ihrer Familie aus der Ukraine nach Deutschland. Sie wuchs in Dresden auf und lebt derzeit in Berlin.
Bereits mit sieben Jahren konnte sie mit dem Eiskunstlauf und dem Turnen Wettkampfsportarten bestreiten, um das Fundament für ihre spätere Tanzkarriere zu legen.
Im Alter von neun Jahren begann sie ihre Tanzsportkarriere im Tanzsportclub TC Saxonia Dresden. Als sie 13 Jahre alt war, situierte sich ihre Familie nach Paderborn, um mit ihrem damaligen Tanzpartner Erich Klann zu tanzen und an Turnieren in der „A“-Klasse der Jugend und „S“-Klasse der Amateure teilzunehmen, bevor sie zu den Professionals wechselte. Sie tanzte unter anderem mit Robert Beitsch und Vladislav Talybin.
Zunächst erlernte sie verschiedene Stile wie den Standardtanz, Ballett oder den Lateinamerikanischen Tanz, welcher sich zu ihrer Hauptprägung entwickeln sollte.
2001 begann sie ihre professionelle Turnierkarriere. Ab diesem Zeitpunkt standen deutsche Meisterschaften, Europa- und Weltmeisterschaften und diverse weitere Turnier- und Wettkämpfe sowie das tägliche Übungs- und Trainingsgeschehen im Mittelpunkt ihres Lebens. Im deutschen Bundeskader konnte sie Deutschland vertreten und gewann mit ihm den dritten Platz der Deutschen Meisterschaft (10 Tänze mit Erich Klann), u. a. fünffache Finalistin der Deutschen Meisterschaften ebenfalls mit Erich Klann, fünffache Landesmeisterin (viermal mit Erich Klann und einmal mit Robert Beitsch).
Bei dem Deutsche Meisterschaften-Finale des Deutschen Tanzsportverbandes trat sie mit ihrem damaligen Tanzpartner Erich Klann u. a. gegen Valentin Lusin und Olga Nesterova auf höchstem Niveau im Finale an, bekannt aus Fernsehformaten wie Let’s Dance.
2009 reiste Anastasia Bodnar für drei Monate nach China, um ihre tänzerische Praxis auszubauen und an Weiterbildungen ihre Expertise zu erweitern. Des Weiteren unterrichtete sie an der Universität in Peking und lehrte an Tanzschulen in Chengdau, Quingdau und Zhengzhou. Im Zuge ihrer Weiterbildungen erwarb sie einen Tanzsport-Trainerschein „Trainer C“ in Europa und arbeitete für verschiedene Tanzschulen in Berlin. Ebenso ging sie selbstständigen Tätigkeiten wie Privatunterricht, Wettkampftraining sowie der Erstellung von kommerziellen und privaten Choreographien nach. Seit 2012 ist sie ebenfalls als Trainerin für Kinder und Jugendliche tätig und engagiert sich ehrenamtlich für den Tanzsportnachwuchs.

### Öffentliche Auftritte und Fernsehformate
Weitere Auftritte im Fernsehen und in der Öffentlichkeit folgten. 2015 nahm Anastasia Bodnar mit Robert Beitsch an der dritten Staffel der Tanz-Castingshow Got to Dance teil, Ku’damm 56, „Deutschland Tanzt“ 2016 mit Oliver Pocher und Jan Kralitschka. 2018 war Anastasia Bodnar als Choreographin bei RTLs Let’s Dance tätig. Sie entwickelte Choreographien unter anderem für Massimo Sinató und seine Tanzpartnerin Julia Dietze und 2019 für Barbara Becker sowie für Robert Beitsch und seine Tanzpartnerin Ulrike Frank. 2022 unterstützte sie auch bei Let’s Dance den bekannten Star-Choreografen Gerald van Windt bei den Openings und der Entwicklung der Konzepte für die Prominenten und Profis.
Weitere Showauftritte hatte sie durch „Profichallenges“ bei Let’s Dance 2019 mit Robert Beitsch und 2022 mit Alexandru Ionel. Einer der Höhepunkte war ein Rumba-Tanz von Anastasia Bodnar und Heinrich Popow (Goldmedaillengewinner bei den Olympischen Spielen) oder der Flamenco Raha Nejad. Als Choreographin und Tänzerin trat sie bei den „Screenforce Days“ für Let’s Dance auf.
2019 entstand ein Showtanz zu „Fields Of Gold“ mit Robert Beitsch. Im selben Jahr zeigte sie den Zuschauern einen Freestyle aus Cha-Cha-Cha, Charleston, Wacking, Breakdance, Samba und Salsa zu „Bang Bang“ von Will.i.am bei der Profichallenge von Let’s Dance.
2021 arbeitete sie für die Flying Steps als Profitänzerin und Choreographin mit der Künstlerin Ivana Santacruz.
Im Januar 2022 nahm Bodnar als Profitänzerin an der Show The Masked Dancer teil und tanzte u. a. im Finale mit Oliver Petszokat, der als „Affe“ auftrat und das Format gewann, sowie mit Eloy de Jong der als „Maximum Power“ ebenfalls teilnahm und den fünften Platz belegte.
2022 tanzten Bodnar und Alexandru Ionel in der „Profichallenge“ von Let’s Dance Tango, Rumba, Paso Doble und Freestyle zum Thema „What About Us?“ zum „Earth Song“ von Michael Jackson.
Heute arbeitet Bodnar als Choreograf im Creative-Team bei Let’s Dance und unterstützt die Openings sowohl auch die Profis und Promis mit Choreographien, Expertise und fachlichem Know-how.
Privat engagiert sich Bodnar mit anderen Prominenten für das Projekt Kinderschutzengel, welches einmal jährlich eine Gala veranstaltet. Die Veranstaltung ist eine deutschlandweit einzigartige Veranstaltung für und vor allem mit erkrankten und benachteiligten Kindern und Jugendlichen und fand 2023 bereits zum zehnten Mal statt.